# Lesley Fera
Lesley Fera est une actrice américaine née le 23 novembre 1971, Los Angeles, Californie aux États-Unis.
Elle est connue pour son rôle de Veronica Hastings, la mère de Spencer Hastings (interprétée par Troian Bellisario), un des personnages principaux dans la série de la chaîne ABC Family Pretty Little Liars.

## Filmographie
| Année       | Titre                             | Rôle               | Notes & Caractéristiques    |
| ----------- | --------------------------------- | ------------------ | --------------------------- |
| 1997        | Troisième planète après le Soleil | x                  | Épisode 13 - Saison 3       |
| 2000        | Gideon's Crossing                 | Janet Beckman      | Épisode 19 -Saison 1        |
| 2000        | Titus                             | Paula              | Épisode 1 - Saison 1        |
| 2001        | Voleurs de charme                 | Carla Patterson    | Épisode 10 - Saison 1       |
| 2001        | La Vie avant tout                 | Anne               | Épisode 7 - Saison 2        |
| 2002        | Amy                               | Mme Moran          | Saison 4 - Épisode 21       |
| 2002        | Hôpital San Francisco             | x                  | Saison 1 - Épisode 5        |
| 2003        | Urgences                          | Mme Kolber         | Saison 10 - Épisode 12      |
| 2003        | Les Experts : Miami               | Dr Carmel          | Saison 2 - Épisode 12       |
| 2004        | NIH : Alertes médicales           | Gladys Halperin    | Saison 1 - Épisode 3        |
| 2004        | New York Police Blues             | Debra Campo        | Saison 12 - Épisode 17      |
| 2005        | Numb3rs                           | Annie Wilson       | Épisode 20 - Saison 2       |
| 2006        | Justice                           | Jennifer Reese     | Épisode 10 - Saison 1       |
| 2006        | Cold Case : Affaires classées     | Dana Taylor        | Épisode 4 : The war at home |
| 2009        | FBI : Portés disparus             | Cynthia            | Épisode : Heartbeats        |
| 2009        | Mentalist                         | Leslie Sloop       | Saison : 2 - Épisode : 10   |
| 2010        | Esprits criminels                 | Leslie McBride     | Épisode : Fight             |
| 2010 - 2017 | Pretty Little Liars               | Veronica Hastings  | Saison 1 à 7                |
| 2010        | Nip/Tuck                          | Daniella Creighon  | Épisode Christian Troy II   |
| 2011        | Dr House                          | Kay                | Saison 7 - Épisode 15       |
| 2018        | Good Doctor                       | Nicole             | Saison 2 - Épisode 4        |
| 2024        | NCIS : Enquêtes spéciales         | Dr. Wendy Lythcott | Saison 22 - Épisode 8       |